# Michel Amandry
Michel Amandry nacido en 1949, es un numismático francés, especializado en monedas imperiales romanas, que compaginó el cargo de director del Gabinete de Medallas de la Biblioteca Nacional de Francia entre 1991 y 2013, con su labor como profesor en diversas universidades francesas.

## Biografía
Michel Amandry es hijo del arqueólogo Pierre Amandry. Tras graduarse en la Universidad de Estrasburgo, en 1979 se doctoró en historia de la arqueología del Mediterráneo antiguo en la Sorbona de París, con una tesis sobre las emisiones de diuumviro en Corinto (45 a. C. - 69 d. C.).
Tras realizar diversos trabajos, ingresó en el Cabinet des Médailles de la Biblioteca Nacional de Francia, inicialmente como pasante. En 1980 fue nombrado conservador especialista de la Biblioteca y en 1992 conservador jefe. Entre 1991 y 2013 ocupó también el cargo de director del Gabinete de Medallas de la Biblioteca, del que continúa siendo director honorario.
Además de conferencias y cátedras impartidas en instituciones como la Sorbona y la Escuela del Museo Louvre, Amandry también fue profesor invitado en la Sociedad Numismática Estadounidense y en la Universidad de Oxford. Fue también profesor de numismática en la École Pratique des Hautes Études, donde es director de estudios emérito.
Su interés como investigador se centra en la moneda y circulación monetaria del Imperio Romano.
Fue secretario de la Sociedad Francesa de Arqueología Clásica (1990-1998), presidente de la Sociedad Nacional de Anticuarios de Francia (2012) y presidente del Centro de Estudios Chipriotas (1997-2002), y desde 2015 es presidente de la Sociedad Numismática Francesa. Amandry es miembro correspondiente de la Academia Austriaca de Ciencias, desde 2008, y del Instituto Alemán de Arqueología, así como de un buen número de asociaciones numismáticas nacionales e internacionales, como la Sociedad Numismática de Chipre, la Sociedad Numismática de Israel, la Real Sociedad Numismática de Bélgica, la Real Academia de la Historia, de España, o la Sociedad para la Promoción de los Estudios Romanos, del Reino Unido. Entre 2003 y 2009, fue presidente del Consejo Numismático Internacional.
Amandry ha participado en la publicación de numerosas obras sobre numismática desde 2003. Entre otras, fue coeditor del Survey of Numismatic Research, coautor de dos volúmenes de Roman Provincial Coinage y también coautor y editor del Dictionnaire de numismatique publicado en 2001. Fue director de la Revue Numismatique y redactor de Trésors Monétaires desde 1992. Entre 1995 y 2002, fue responsable de las Pratiques monétaires dans le monde ("Prácticas monetarias en el mundo") del Centro Nacional de Investigaciones Científicas de Francia.

## Reconocimientos
En 2004 recibió dos de los premios internacionales más prestigiosos en el campo de la numismática: la medalla Huntington, de la American Numismatic Society, y la medalla de la Royal Numismatic Society. Además, en su país fue nombrado Caballero de la Orden Nacional del Mérito (2001) y de la Orden de la Legión de Honor (2013). En Austria fue nombrado miembro honorario de la Sociedad Numismática de Austria.
Algunos de los muchos otros elogios de Amandry incluyen: 
- 1988: Premio Delapierre, de la Asociación para la Promoción de los Estudios Griegos en Francia.
- 1993: Medalla Bjornstad, de la Sociedad Numismática Noruega.
- 1989 y 1999: Premio Allier de Hauteroche, de la Académie des Inscriptions et Belles-Lettres.
- 2002: Premio Duchalais, de la Académie des Inscriptions et Belles-Lettres.[11]
- 2006: Premio Ya'akov Meshorer, del Museo de Israel, en Jerusalén.[12]
- 2012: Premio Jeanine et Roland Plottel, de la Académie des Inscriptions et Belles-Lettres.[13]
- 2009: Medalla Gunnar Holst, de Gotemburgo, Suecia.[14]

## Publicaciones

### Roman Provincial Coinage
Junto a otros autores, Amandry participó en el proyecto Roman Provincial Coinage, de la Universidad de Oxford y apoyado por el Museo Británico y la Biblioteca Nacional de Francia, del que fue su editor general, junto con Andrew Burnett. Este proyecto estudia y cataloga las monedas provinciales romanas desde la muerte de César hasta el siglo II d.C. desde C. Algunos de sus volúmenes previstos (y sus suplementos de actualización) están publicados y otros aún están en curso, aunque accesibles a través de la web.
Estos son los volúmenes publicados de la serie Roman Provincial Coinage protagonizada por Amandry:
- 1992: The Roman Provincial Coinage. Vol. I. From the death of Caesar to the death of Vitellius (44 BC–AD 69). Con P. P. Ripollès e Andrew Burnett. Londres. ISBN 0 7141-0871-5
- 1999: Roman Provincial Coinage. Vol. II. From Vespasian to Domitian (AD 69–96). Con A. Burnett e I. Carradice. ISBN 978-0714108988
- 2015: Roman Provincial Coinage. Vol. III. From Nerva to Hadrian (AD 98–138). Con A. Burnett, W. Metcalf et al.
- 1998: Roman Provincial Coinage. Supplement 1. Con A. Burnett e P. P. Ripollès.
- 2006: Roman Provincial Coinage. Supplement 2. Con A. Burnett, P. P. Ripollès e I. Carradice. ISBN 978-84-690-5987-6. Texto en línea.
- 2014: Roman Provincial Coinage. Supplement 3. Con A. Burnett, P. P. Ripollès, I. Carradice et al. American Numismatic Society. Nova York. ISBN 978-0-89722-333-1.
- 2015: Roman Provincial Coinage. Consolidated supplement I-III. Con A Burnett, I. Carradice et al. General Editors. ISBN 978-1-910807-06-4. Texto en línea.
- 2017: Roman Provincial Coinage. Supplement 4. Con A. Burnett et al. Texto en línea.

### Tesoros monetarios
Desde 1979, el Gabinete de Medallas de la Biblioteca Nacional de Francia viene publicando una serie de libros donde se recogen los hallazgos monetales producidos en Francia. Se trata de un proyecto en el que participan los servicios arqueológicos regionales y entidades de conservación locales y provinciales. Los siguientes son los volúmenes de esta serie firmados por Amandry:
- 1985: Les trésors monétaires médiévaux et modernes découverts en France. 2 1223-1385. ISBN 9782717719307
- 1992: Recherches sur le monnayage de Postume. ISBN 9782717718805
- 1994: Sainte-Pallaye et autres trésors de Bourgogne. ISBN 9782717719024
- 1996: París, cour Napoléon et autres trésors d'Île-de-France. ISBN 9782717719550
- 1997: Saint-Maurice-de-Gourdans et autres trésors de la région Rhône-Alpes. ISBN 9782717720167
- 1999: Troussey (Meuse) et autres trésors de l'est de la France. ISBN 9782717720570
- 2000: La Chapelle-lès-Luxeuil (Haute-Saône) : 15518 nummi constantiniens. ISBN 9782717720815
- 2001: Poitou-Charentes et autres trésors du Centre et de l'Ouest. ISBN 9782717721249
- 2003: Meussia (Jura) et autres trésors de la fin de la République et du début de l'Empire. ISBN 9782717722420
- 2005: Le dépôt de 22 438 monnaies du gué de Saint-Léonard (Mayenne). Con P-A. Besombres et al. ISBN 9782717722895
- 2007: Trésors de l'Ouest de la France. ISBN 9782717723021
- 2009: Trésors de la Gaule et de l'Afrique du Nord au IVe siècle de notre ère. ISBN 978-2717723915
- 2011: Trésors d'or : les Sablons (Le Mans), Lava (Corse), Partinico, Martigné-sur-Mayenne. ISBN 9782717724929
- 2013: Saint-Jean-d'Ardières (Rhone), Magny-Cours (Nièvre), Gisors (Eure) et autres trésors. ISBN 9782717725339

### Otras publicaciones
Cuenta además con un gran número de artículos especializados publicados principalmente en revistas numismáticas. Algunas de sus monografías son:
- 1978: Trésor trouvé en Macédoine, monnaies impériales grecques. Societé d'Études Numismatiques et Archéologiques.
- 1981: Le Monnayage de Dymé (Colonia Dumaeorum) en Achaïe, corpus. Les Belles Letres. París.
- 1982: Variété inédite d'un antoninien de Claude II frappé à Cyzique. Comptoir français de l'or. París.
- 1983: Le Monnayage augustéen de Leptis Minor : Byzacène.
- 1986: Catalogue des monnaies d'or. Musée des beaux-arts et d'archéologie de Boulogne-sur-Mer. Arras.
- 1988: Le monnayage des duovirs corinthiens. Ecole française d'Athènes. ISBN 978-2869580138
- 1989: Catalogue des monnaies d'or grecques, gauloises, romaines du Ve siècle, ostrogothique, franques, mérovingiennes, lombardes et byzantines. Musées d'art et d'histoire de Nimes. Nimes. ISBN 9782902309559
- 1989: Anatolie antique: fouilles françaises en Turquie. Institut Français d'Etudes Anatoliennes. Con J-L. Bacqué-Grammont e A. Davesne. Istambul. ISBN  9782906053090
- 1991: Les collections numismatiques: Histoire numismatique de Gap. Con M. Dhénin. Musée départemental de Gap. Gap. ISBN 9782908802016
- 1993: Coinage production and monetary circulation in Roman Cyprus. Bank of Cyprus Cultural Foundation. Nicosia. ISBN 9789963420421
- 1994: The romanization of Hellenistic coinages in the Mediterranean East.
- 1994: Trésors et circulation monétaire en Anatolie antique. Con G. Le Rider. Bibliothèque nationale de France. París. ISBN 9782717718973
- 1997: Les monnaies de fouilles du sanctuaire de Viuz-Faverges (Huate-Savoie). Con B. Rémy e J. Serralongue. Société d'histoire et d'archéologie des Amis de Viuz-Faverges. Faverges.
- 1999: Travaux de numismatique grecque offerts à Georges Le Rider. Con D. Bérend. Spink. Londres. ISBN 9781902040264
- 2001: Dictionnaire de numismatique. Larousse. ISBN 978-2035050762
- 2003: A survey of numismatic research: 1996-2001. Con C. Alfaro e A. Burnett. International Numismatic Commission. Madrid. ISBN 9780871842008
- 2009: A survey of numismatic research: 2002-2007. Con D. Bateson. International Association of Professional Numismatists. Glasgow. ISBN 9781902040950
- 2009: La conservation et l'exposition des monnaies et médailles. Obra colectiva. Fage Editions. ISBN 9782849751626
- 2017: La monnaie antique (dir.). Ellipses. ISBN 9782340021600